# Tetradecylbenzol
Tetradecylbenzol ist eine chemische Verbindung aus der Gruppe der Alkylbenzole.

## Gewinnung und Darstellung
Tetradecylbenzol kann als Bestandteil von linearen Alkylbenzolgemischen durch Umsetzung von Benzol mit Monochlorparaffingemischen oder Olefingemischen hergestellt werden.

## Eigenschaften
Tetradecylbenzol ist eine farblose Flüssigkeit.

## Verwendung
Tetradecylbenzol wird als Zwischenprodukt zur Herstellung von linearen Alkylbenzolsulfonaten verwendet.